# ماندي روز
أماندا ساكومانو (ولدت في 18 يوليو 1991) مصارعة محترفة أمريكي وشخصية تلفزيونية ولعبة كمال أجسام سابقة وقعت حاليا إلى Wwe تحت اسم ماندي روز، وكان أول ظهور لها في عرض الرو بتاريخ 21/11/2017 عندما ظهرت برفقة العائدة بايج والصاعدة من NXT سونيا ديفيل.
في عام 2015، كانت في المرتبة الثانية في مسابقة WWE tough enough (برنامج قوي كفاية)، وفي العام نفسه، وقعت عقدا مع WWE، وانضمت إلى برنامج تلفزيون الواقع توتال ديفاز، الذي تنتجه الشركة علي قناة E الشهيرة.

## النشأة واللياقة البدنية
ولدت أماندا وترعرعت في عائلة إيطالية أمريكية في مقاطعة ويستشستر بنيويورك، وهي أصغر اشقائها الاربعة وكانت من مدرسة يوركتاون الثانوية، حيث كانت في مدرسة للرقص، وحصلت لاحقا على درجة البكالوريوس في كلية أيونا، وتخصصت في علم الأمراض الكلامية.
دخلت روز أول مسابقة لللياقة البدنية في عام 2013، واحتلت المركز الأول في عالم كمال الاجسام اللياقة البدنية والأزياء في مدينة بوسطن، كما توجت في 2014 بطلة عالم الجمال وكمال الاجسام والبيكيني.

## احتراف المصارعة

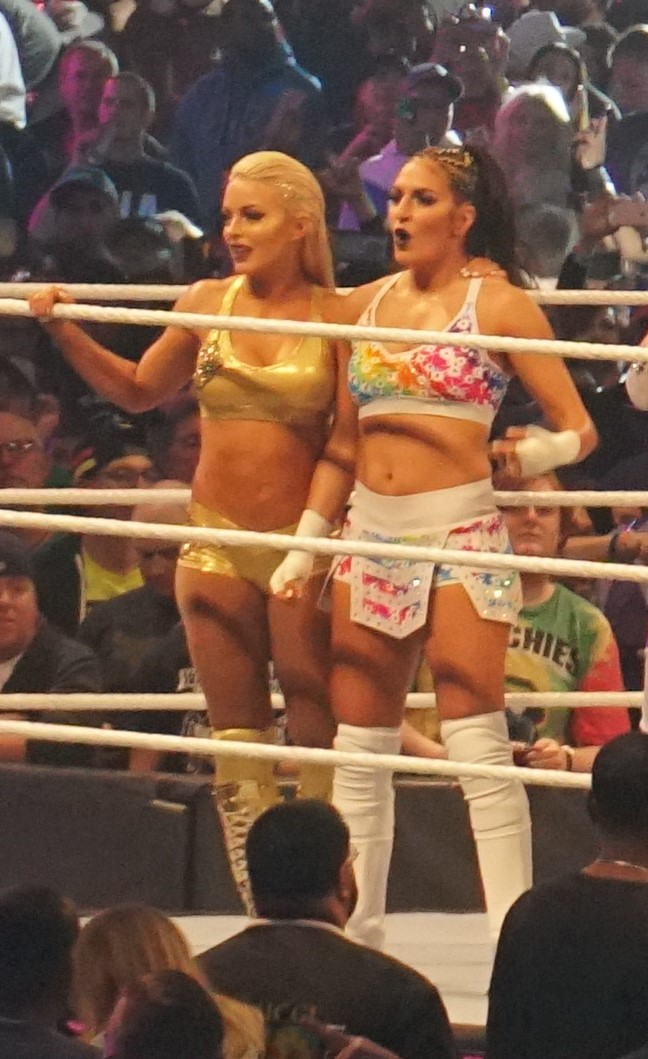
ماندي روز وسونيا ديفيل

### Tough Enough (2015)
وكانت روز متسابقة في الموسم السادس من مسابقة WWE Tough Enough، التي بدأت بثها في يونيو 2015. كانت في خطر الاقصاء على حلقة 28 يوليو، ولكن تم انقاذها بواسطة ذا ميز. خلال خاتمة الموسم، اتخذت اسم الحلبة ماندي روز، خسرت أول مباراة لها ضد أليشيا فوكس، ووضعت الثانية بشكل عام، بعد الفائزين سارة لي وجوش بريدل.

### NXT (2015-2017)
بعد ختام الموسم السادس من (قوي كفاية)، تبين أن روز وقعت عقدا لمدة خمس سنوات مع الشركة. وكان أول ظهور لماندي كان في عروض المواهب الشابة NXT، خلال مباراة سداسية، في فلوريدا في 30 يناير، 2016. في حلقة 17 أغسطس من ان اكس تي، قدمت روز أول ظهور تلفزيوني لها حيث تنافست في مباراة سداسية فرق فريق مباراة مع داريا بيريناتو، واليكسا بليس، التي هزمت من قبل كارميلا، ليف مورغان، ونيكي جلينكروس. في حلقة 28 سبتمبر من ان اكس تي، ظهرت ماند روز لأول مرة كمصارعة منفردة، حيث هزمت من قبل إمبر مون، وتبين أنها ثاني وأخر ظهور مباشر لها في ان اكس تي.

### (2015-2017) RAW
في 20 نوفمبر 2017، عرض رو بعد سيرفايفر سيريس 2017، قدمت روز لأول مرة جنبا إلى جنب مع سونيا ديفيل والعائدة بايج وهاجمن ساشا بانكس وبايلي ميكي جيمس وكذلك اليكسا بليس.

## وسائل اعلام أخرى
وقد ظهرت روز في منشورات اللياقة البدنية متعددة بما في ذلك اللياقة البدنية غورلس.
ظهرت روز في الموسم الخامس من المسلسل التلفزيوني الواقعي توتال ديفاز، الذي بدأ بثه في يناير 2016.

## فيلوغرافيا

### التلفزيون
| سنة  | لقب              | وظيفة   | ملاحظات                           |
| ---- | ---------------- | ------- | --------------------------------- |
| 2015 | WWE Tough Enough | Herself | Contestant; runner-up (season 6)  |
| 2016 | Total Divas      | Herself | Main cast (season 5): 10 episodes |

## الحياة الشخصية
روز مؤيدة لحقوق الحيوان والتبني. وتشارك في اليوغا، بيلاتيس، واعادة التأهيل. وكان لقب طفولتها «الهامبرغر». تمتلك عائلة ساكامانو أطعمة معلبة في الكرمل، نيويورك. وظهرت علاقتها مع صديقها مايكل في توتال ديفاز.

## في المصارعة

### حركاتها القاضية
- Sitout lifting double underhook facebuster

### حركاتها الفردية
- Modified octopus hold
- Running bicycle knee
- Heart punch
- Springboard bulldog
- Thesz press، تتبعها by multiple mat slams
- Tilt-a-whirl headscissors takedow

### أسماء اخري
«الإلهة الذهبية»

## روابط خارجية
- ماندي روز على موقع IMDb (الإنجليزية)
- ماندي روز على موقع قاعدة بيانات الفيلم (الإنجليزية)
- ماندي روز على موقع دبليو دبليو إي (الإنجليزية)
- ماندي روز على موقع WrestlingData.com (الإنجليزية)
- ماندي روز على موقع CageMatch worker (الإنجليزية)
- ماندي روز على موقع قاعدة بيانات المصارعة على الإنترنت (الإنجليزية)
- ماندي روز على موقع عالم المصارعة على الإنترنت (الإنجليزية)
- ماندي روز على موقع عالم المصارعة على الإنترنت (الإنجليزية)